# Athalamia
Athalamia es un género de musgos hepáticas de la familia Cleveaceae. Comprende 16 especies descritas y de estas, solo 8 aceptadas.

## Taxonomía
El género fue descrito por Hugh Falconer  y publicado en Transactions of the Linnean Society of London 20: 397. 1851.  La especie tipo es: Athalamia pinguis Falc. 

## Especies aceptadas
- Athalamia andina (Spruce) S. Hatt.
- Athalamia chinensis (Stephani) S. Hatt.
- Athalamia handelii (Herzog) S. Hatt.
- Athalamia hyalina (Sommerf.) S. Hatt.
- Athalamia nana (Shimizu & S. Hatt.) S. Hatt.
- Athalamia pulcherrima (Stephani) S. Hatt.
- Athalamia pygmaea R.M. Schust.
- Athalamia spathysii (Lindenb.) S. Hatt..